# Phare de Westerheversand
Le phare de Westerheversand se situe sur une Warft à proximité de la commune de Westerhever, en Allemagne du nord, dans le Land de Schleswig-Holstein. Ce phare est le symbole de la presqu'île d'Eiderstedt.

## Histoire
Le phare  a été érigé en 1906, environ 1 000 mètres devant une digue, sur une élévation artificielle (Warft) de quatre mètres de haut. Les fondations de l'édifice sont constituées d'un socle en béton supporté par 127 pieux en chêne enfoncés dans le sol. La tour elle-même, qui compte neuf étages, est constituée de 608 plaques en fonte assemblées par boulonnage. De part et d'autre de celle-ci se dressent deux maisons pour abriter les gardiens du phare. La symétrie de l'ensemble contribue à l'harmonie de l'édifice.
Le phare fut mis en service le 26 mai 1908. Jusqu'en 1974 on utilisa une lampe à arc comme source de lumière. En 1975 cette lampe fut remplacée par une lampe au xénon de 2 000 W et d'une puissance de 183 000 Candela.
Aujourd'hui le phare est surveillé à distance depuis Tönning et les deux maisons de gardiens abritent une station de protection de la nature du parc national de la Mer des Wadden de Schleswig-Holstein (Nationalpark Schleswig-Holsteinisches Wattenmeer). 
Depuis 2001, le phare peut être visité.

## Description
Le phare  est une tour cylindrique en fonte de 40 m de haut, avec une galerie et une lanterne. La tour est non peinte et la lanterne est noire avec un toit pointu. Son feu à occultations émet, à une hauteur focale de 41 m, trois longs éclats blancs rouges et verts, selon direction, de 2 secondes par période de 15 secondes.
Sa portée est de 21 milles nautiques (environ 39 km) pour le feu blanc, 17 milles nautiques (environ 31.5 km) pour le feu rouge et 16 milles nautiques (environ 30 km) pour le feu vert.

## Caractéristiques dufeu maritime
Fréquence : 15 secondes (WRG) 
- Lumière : 2 secondes
- Obscurité : 1 seconde
- Lumière : 2 secondes
- Obscurité : 1 seconde
- Lumière : 2 secondes
- Obscurité : 7 secondes

Identifiant : ARLHS : FED-2360 - Amirauté : B1652 - NGA : 114-10600.